# Logika pragmatyczna
Logika pragmatyczna – podręcznik logiki Kazimierza Ajdukiewicza wydany w 1965, obejmujący problematykę semiotyczną i metodologiczną. Tytuł nawiązuje do intencji wiernego oddania praktyki naukowej w badaniach logicznych i przekonania autora, że zadaniem metodologii jest kodyfikacja stosowanych rzeczywiście sposobów postępowania naukowego oraz ich uzasadnienie ze względu na cele stawiane sobie przez naukę.
Według informacji uzyskanych przez Klemensa Szaniawskiego od autora Ajdukiewicz pracował nad podręcznikiem już w 1962. Książka powstała na skutek propozycji wydawnictwa PWN, które zwróciło się do autora z prośbą o przygotowanie nowego wydania hasła Logiczne podstawy nauczania napisanego dla międzywojennej Encyklopedii wychowania (t. II, z. 2, Warszawa 1934). Stanowiło ono niewielką, liczącą ok. 100 stron książeczkę obejmujące podstawowe wiadomości z semiotyki i metodologii nauk - takie, które Ajdukiewicz uznał za niezbędne dla wykształcenia każdego nauczyciela. W czasie prac nad nowym wydaniem powstała książka kilkukrotnie dłuższa i znacznie trudniejsza - Logika pragmatyczna.
Logika pragmatyczna miała więc pogłębić, poszerzyć i uwspółcześnić wiadomości zawarte w Logicznych podstawach nauczania - zachowuje jednak przy tym w ogólnym zarysie zakres tematyczny poprzedniego dzieła, koncentrując się przede wszystkim na semiotyce i metodologii nauk. Część pierwsza Logiki pragmatycznej poświęcona jest problematyce semiotycznej - teorii wyrażeń, zdań i sądów, nazw i definicji, defektom znaczeniowym, a także logice pytań. Część druga obejmuje problematykę związaną z wnioskowaniami i wynikaniem. Część trzecia poświęcona jest metodologii nauk - ich klasyfikacji, szczegółowej charakterystyce poszczególnych typów nauk i głównym zagadnieniom metodologicznym na gruncie nauk dedukcyjnych i indukcyjnych. W porównaniu z Logicznymi podstawami nauczania rozbudowane zostały zwłaszcza rozdziały o wnioskowaniach statystycznych i prawach probabilistycznych - do rozmiarów rzadko spotykanych w literaturze logicznej. Tak szerokie ujęcie tych zagadnień podyktowane zostało świadomością ich szczególnej wagi dla nauk doświadczalnych. Ajdukiewicz był zresztą jednym z pionierów badań nad wnioskowaniami statystycznymi, a polskie prace logiczne w tym zakresie zostały zainspirowane przez jego dokonania. 
Ajdukiewicz wielokrotnie podkreślał potrzebę powstania w języku polskim podręcznika semiotyki i metodologii nauk. Istniało bowiem wiele podręczników logiki formalnej, nie było natomiast podręczników zadowalająco przedstawiających współczesny stan badań nad pozostałymi dziedzinami logiki. Logika pragmatyczna miała być przy tym rozwiązaniem doraźnym - Ajdukiewicz często projektował podręcznik szerszy, stanowiący zakrojoną na szeroką skalę pracę zbiorową.
Choć Logika pragmatyczna stanowić miała w zamierzeniu Ajdukiewicza przede wszystkim przeznaczony dla studentów filozofii podręcznik, obecny jest w niej także twórczy i indywidualny wkład autora. Wiele zagadnień poruszonych w książce to jego własny wkład do nauki, przy czym niektóre z nich zostały w nim poruszone po raz pierwszy. Spośród tych charakterystycznych osiągnięć Ajdukiewicza w skład Logiki pragmatycznej weszły m.in. jego klasyfikacja wnioskowań, pojęcie konkluzywności wnioskowań, teoria pomiaru i koncepcja praw nauki. 
Logika pragmatyczna jest dziełem niedokończonym, prace nad nią przerwała śmierć autora. Nieukończone pozostały ostatnie rozdziały książki, a jej partie wcześniejsze nie uzyskały ostatecznej postaci. Ukazała się także wersja angielska Pragmatic Logic w przekładzie Olgierda Wojtasiewicza (Dordrecht 1974).

## Spis treści
- Przedmowa
- WSTĘP
- 1. Logika jako podstawa nauczania
- CZĘŚĆ PIERWSZA - Słowa, myśli i przedmioty
- Rozdział I. Wyrażenia i ich znaczenia
  - 2. Rozumienie wyrażeń
  - 3. Znaczenie wyrażeń
  - 4. Język i znaczenie
  - 5. Mowa jako środek komunikowania myśli
- Rozdział II. Zdania oznajmujące i ich składniki
  - 6. Sąd i zdanie
  - 7. Składniki zdań. Kategorie syntaktyczne
  - 8. Zdania złożone
  - 9. Zdania proste
  - 10. Schematy zdaniowe i zdania do nich podobne
- Rozdział III. Odpowiedniki przedmiotowe wyrażeń
  - A. Zakres nazw
    - 11. Oznaczanie i desygnaty
    - 12. Denotowanie i zakres
    - 13. Stosunki zakresowe
    - 14. Dodawanie i mnożenie zbiorów
    - 15. Podział logiczny

  - B. Treść nazw
    - 16. Treść pełna i charakterystyczna
    - 17. Treść językowa
- Rozdział IV. Wieloznaczność wyrażeń i wadliwość znaczeń
  - 18. Wieloznaczność
  - 19. Nieostrość
  - 20. Niedopowiedzenia
- Rozdział V. Definicja
  - 21. Dwa sposoby rozumienia terminu "definicja"
  - 22. Pojęcie definicji nominalnej
  - 23. Definicje przez abstrakcje i definicje indukcyjne
  - 24. Błędy definiowania
  - 25. Definicje projektujące i sprawozdawcze
  - 26. Definicje uwikłanie i pseudodefinicje przez postulaty
  - 27. Pojęcie definicji realnej
- Rozdział VI. Pytania i zdania pytajne
  - 28. Budowa zdań pytajnych
  - 29. Pytania rozstrzygnięcia i pytania dopełnienia
  - 30. Założenia pytania. Pytania sugestywne.
  - 31. Odpowiedzi niewłaściwe
  - 32. Myśli wypowiadane za pomocą zdania pytajnego
  - 33. Pytania dydaktyczne
- CZĘŚĆ DRUGA - O wnioskowaniu
- Rozdział I. O logice formalnej i o stosunku wynikania
  - 34. O logice formalnej
  - 35. O wynikaniu logicznym
  - 36. Związek między prawdziwością racji i następstwa
  - 37. O wynikaniu entymematycznym
- Rozdział II. Wnioskowanie i warunki jego poprawności
  - 38. Pojęcie wnioskowania
  - 39. Warunki poprawności wnioskowania
- Rozdział III. Wnioskowanie subiektywnie pewne
  - 40. Konkluzywność wnioskowania subiektywnie pewnego
  - 41. Konkluzywność wnioskowania subiektywnie pewnego w świetle wiedzy wnioskującego
  - 42. Wnioskowanie dedukcyjne
  - 43. Dedukowanie
- Rozdział IV. Wnioskowania subiektywnie niepewne
  - 44. Konkluzywność wnioskowania subiektywnie niepewnego
  - 45. Prawdopodobieństwo logiczne i prawdopodobieństwo matematyczne
  - 46. Prawdopodobieństwo statystyczne
  - 47. Wnioskowanie redukcyjne
  - 48. Indukcja enumeracyjna
  - 49. Wnioskowanie przez analogię
  - 50. Indukcja eliminacyjna
- CZĘŚĆ TRZECIA - Metodologiczne typy nauk
- Rozdział I. Podział nauk na nauki dedukcyjne i nauki indukcyjne
  - 51. O metodologii nauk
  - 52. Nauki dedukcyjne i nauki indukcyjne
- Rozdział II. Nauki dedukcyjne
  - 53. Nauki dedukcyjne w stadium przedaksjomatycznym intuicyjnym
  - 54. Nauki dedukcyjne w stadium aksjomatycznym intuicyjnym
  - 55. Filozoficzny spór o uzasadnienie pierwotnych twierdzeń nauk dedukcyjnych uprawianych w sposób intuicyjny
  - 56. Nauki dedukcyjne w stadium aksjomatycznym abstrakcyjnym
  - 57. Teorie dedukcyjne sformalizowane
    - a) Reguły definiowania
    - b) Reguły dowodzenia
    - c) Budowa teorii sformalizowanych

  - 58. Teorie dedukcyjne z apragmatycznego punktu widzenia
    - a) Niesprzeczność teorii
    - b) Niezależność aksjomatów
    - c) Zupełność teorii dedukcyjnych
    - d) Pełność systemów dedukcyjnych
- Rozdział III. Nauki indukcyjne
  - A. Baza empiryczna
    - 59. Nieodwoływalne założenia i twierdzenia nauk indukcyjnych
    - 60. Zdania spostrzeżeniowe
    - 61. Subiektywność i niepowtarzalność metody bezpośredniego doświadczenia
    - 62. Obserwacja i eksperyment

  - B. Liczenie i pomiar
    - 63. Wybrane pojęcia z teorii stosunków. Liczby i liczenie
      - a) Uwagi wstępne
      - b) Pojęcie stosunku
      - c) Własności stosunków równościowych. Rodzaje cech abstrakcji
      - d) Jednoznaczność i wzajemna jednoznaczność stosunków. Pojęcie równoliczności zbiorów.
      - e) Liczby
      - f) Liczenie

    - 64. Wybrane pojęcia z teorii stosunków (cd.). Stosunki porządkujące. Izomorfizm i homomorfizm stosunków.
      - a) Uwagi wstępne
      - b) Stosunki porządkujące
      - c) Izomorfizm stosunków
      - d) Homomorfizm stosunków
      - e) Stosunki abstrakcji

    - 65. Wielkości i skalowanie
      - a) Pierwotne i wtórne cechy abstrakcji
      - b) Uporządkowane rodziny cech abstrakcji. Wielkości

    - 66. Wielkości addytywne
    - 67. Przykłady definicji sumy fizycznej między wielkościami
    - 68. Funkcja pomiarowa
    - 69. Pomiar właściwy
    - 70. Pomiar bez jednostki mierniczej i pomiar bez punktu zerowego
- Rozdział IV. Nauki indukcyjne i prawa naukowe
  - A. Prawa ogólne
    - 71. Prawa ogólne stwierdzające związki między cechami stałymi i między cechami zmiennymi
    - 72. Prawa ogólne stwierdzające związki między cechami zmiennymi. Prawa funkcjonalne i prawa parametryczne.

  - B. Prawa statystyczne
    - 73. Prawa statystyczne stwierdzające stopień zbieżności cech stałych
    - 74. Prawa rozkładu statystycznego
      - a) Prawa rozkładu prawdopodobieństwa zmiennych skokowych
      - b) Prawa rozkładu gęstości prawdopodobieństwa zmiennych ciągłych
      - c) Rozkład dwumianowy
      - d) Rozkład normalny

    - 75. Prawa stwierdzające korelację cech zmiennych
- Rozdział V. Rozumowanie statystyczne
  - 76. Uwagi wstępne
  - 77. Estymacje parametrów
  - 78. Wyrównywanie błędów pomiaru jako przykład estymacji parametrów
  - 79. Sprawdzanie hipotez i tezy statystyczne
- Aneks: Dowodzenie i wyjaśnianie
- Indeks rzeczowy